# Tito Prospero Martinengo
Tito Prospero Martinengo, né dans le XVIe siècle à Brescia et mort dans cette même ville le 6 octobre 1595, est un philologue, et poète grec et latin de la Renaissance.

## Biographie
Tito Prospero Martinengo est né dans le XVIe siècle, à Brescia, de l’ancienne famille des comtes de Barco. Le 20 mars 1542, il embrasse la règle de St-Benoît dans la congrégation du Mont-Cassin. Devenu prieur, il se retire dans un monastère près Bologne, afin de se livrer à la prière, l’étude et la poésie composant des vers grecs obtenant de ses contemporains les  surnoms de Pindare et d’Homère. Sa réputation étant parvenue à Rome, il est appelé par le collège des cardinaux pour travailler à la révision des Œuvres de St-Jérôme, dont Paul Manuce préparait une nouvelle édition, qui parut à Rome en 1565. Depuis, il s’occupa avec d' autres savants, à revoir à reviser les textes des Œuvres de St-Jean Chrysostome et de Théophylacte et à l' édition grecque de la Bible publiée en 1586 par le cardinal Carafa, édition connue sous le nom de Bible sixtine, parce qu’ imprimée avec le privilège de Sixte V. La cour de Rome voulut récompenser les services de Martinengo par un évêché mais  prétexta le mauvais état de sa santé pour revenir à Brescia où il meurt le 6 octobre 1595.

## Œuvres
- Le bellezze dell’uomo, conoscitore di se stesso. Ce sont des discours philosophiques d’après les principes de Platon, dont il faisait une lecture assidue.
- Un Panégyrique, grec et latin, du pape Sixte V, Rome, 1587, in-4° ;
- un recueil de vers (Poemata diversa), Rome, 1582 ; 2e édition, revue et augmentée ; ibid., 1589 ou 1590, 3 parties, in-4°. Les deux premières contiennent les vers latins, et la troisième les vers grecs, tous sur des sujets pieux. Ce volume, devenu rare, est assez recherché. Des différentes notices publiées sur ce docte religieux, la plus étendue comme la plus intéressante est celle qu’on trouve dans la Libraria di Leopol. Martinengo, p. 128.